# Boj s tenju
Boj s tenju (russisk: Бой с тенью) er en russisk spillefilm fra 2005 af Aleksej Sidorov.

## Medvirkende
- Denis Nikiforov som Artjom Koltjin
- Jelena Panova som Vika
- Ivan Makarevitj som Kostja
- Dmitrij Sjevtjenko som Netjajev
- Andrej Panin som Vagit Valijev